# Cervus canadensis sibiricus
El ciervo, wapiti o maral del Altái (Cervus canadensis sibiricus) es una subespecie de ciervo canadiense (Cervus canadensis) que habita en las colinas boscosas del sur de Siberia, el noroeste de Mongolia y al norte de la provincia china de Xinjiang. Se parece mucho al ciervo siberiano o del Altái  (Cervus elaphus sibirica) y según algunos estudiosos debería clasificarse en esta subespecie.
Por el nombre puede confundirse fácilmente con el maral o ciervo del Cáucaso (Cervus elaphus maral) de Asia Menor que, a diferencia de éste, es una subespecie del ciervo rojo. El límite entre las áreas de distribución del wapiti y el ciervo rojo de Asia Central (Cervus hanglu), que anteriormente se agrupaban como una sola especie con el ciervo rojo, pero ahora se tratan como especies separadas, atraviesa Asia Central al sur de las montañas Tian Shan y el desierto de Gobi: los wapitis viven al noreste de esta línea.

## Características
El ciervo de Altái es muy similar en apariencia al wapiti americano y no es inferior a ellos en tamaño corporal. Los machos pueden alcanzar una altura en la cruz de 155 cm y un peso de 300 kg. Las hembras son mucho más pequeñas. Las crías son más grandes que las del ciervo común y pesan entre 11 y 22 kg en la primera semana después del nacimiento. En verano, ambos sexos tienen una coloración bastante similar, un marrón canela intenso. En invierno, los machos tienen un color marrón amarillento grisáceo en los flancos y un marrón canela más oscuro en el cuello, el vientre y los hombros. En el mismo período del año, las hembras en cambio tienen una coloración marrón grisácea uniforme.
La gran mancha pálida en los cuartos traseros varía en color desde un rojizo opaco hasta un amarillo pálido y se extiende hasta la rabadilla. Las astas, presentes sólo en los machos, son muy grandes, sin roseta y terminan en seis o siete puntas. En la primera bifurcación, la rama principal se dobla bruscamente hacia atrás. La cabeza y el hocico son bastante anchos. El bramido es similar al silbido emitido por el alce norteamericano y no al bramido del ciervo rojo europeo.

## Distribución y hábitat

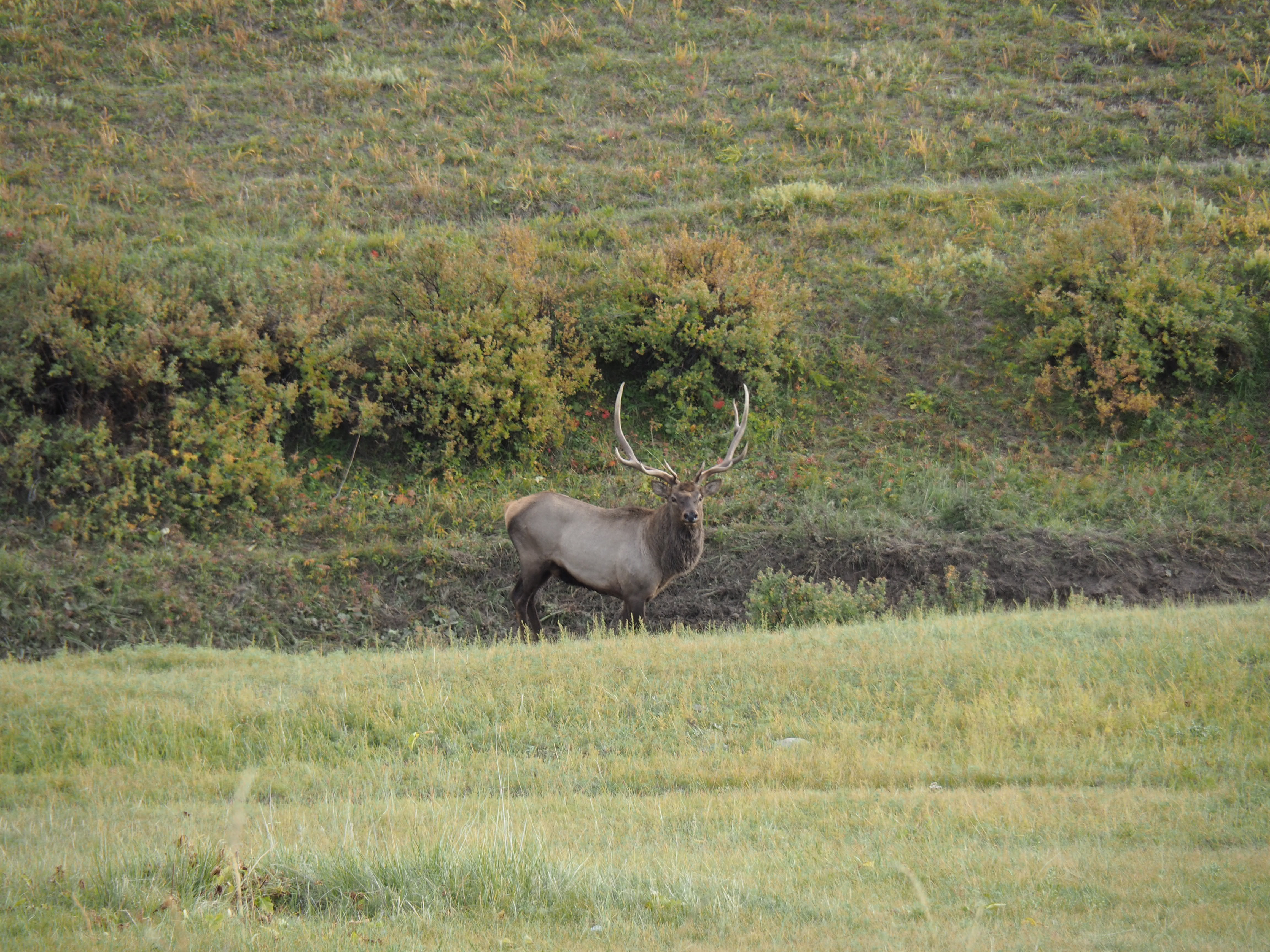
Un ciervo del Altái en el parque nacional Khustain Nuruu (Mongolia).

El ciervo del Altái habita en la región de Altái y Sayán, el noroeste de Mongolia y las áreas al oeste del lago Baikal. Al suroeste se encuentra en la región de las montañas Tian Shan y Alatau: los especímenes de esta parte de la cordillera a veces se consideran una subespecie separada (Cervus canadensis songaricus). Más al este, la subespecie es reemplazada por el uapití de Manchuria (Cervus canadensis xanthopygus) más pequeño, que habita en la región de Amur, el este de Mongolia, Corea del Norte y el norte de China. El número de ciervos de Altái en Rusia y Mongolia se estima en unos 300 000 individuos.